# 노안역
노안역(Noan station, 老安驛)은 전라남도 나주시 노안면 장동리에 있는 호남선의 철도역이다. 호남선 복선화 공사와 동시에 현 위치로 옮겼으나, 마을과 바로 인접해 있었던 이전과는 달리 허허벌판에 위치해 이용객이 급감하여 2011년 10월 5일부터 여객 취급이 중지되었다.

## 역사
- 1939년 5월 16일 : 영업 개시[1]
- 1944년 6월 15일 : 폐역[2]
- 일자 불명 : 역 신설로 영업 재개시
- 1949년 2월 26일 : 배치간이역으로 승격
- 1960년 2월 1일 : 보통역으로 승격[3]
- 1977년 5월 16일 : 수소화물 취급 중지[4]
- 2001년 7월 10일 : 호남선 복선 전철화로 역사 신축 이전[5]
- 2009년 10월 31일 : 화물 취급 중지[6]
- 2010년 7월 1일 : 무배치간이역으로 격하
- 2011년 10월 5일 : 여객 취급 중지